# Daniel Gisiger
Daniel Gisiger, né le 9 octobre 1954 à Baccarat en France, est un coureur cycliste suisse, spécialiste de la piste et du contre-la-montre sur route. Il a été formé à Bienne, au RC Olympia Biel-Bienne. Il est devenu ensuite entraîneur national sur piste.

## Biographie

### Carrière de coureur
En 1977, Daniel Gisiger établit le record du monde de l'heure amateurs en 46,745 km/h dans le Hallenstadion de Zurich.
Aux mondiaux sur piste 1977 de San Cristóbal, il obtient chez les amateurs deux médailles de bronze, une en poursuite individuelle et une en poursuite par équipes (avec Walter Baumgartner, Hans Känel et Robert Dill-Bundi). La même année, il devient professionnel et prend la deuxième place des Six Jours de Zurich avec René Pijnen. À quatre reprises - en 1975, 1976, 1977 et 1987 - il est champion de Suisse de course aux points. 
Gisiger est une référence du contre-la-montre des années 1980. Il a notamment remporté le Trofeo Baracchi en 1981 (avec Serge Demierre), 1982 (avec Roberto Visentini) et 1983 (avec Silvano Contini). En 1981 et 1983, il gagne le  Grand Prix des Nations. Il compte à son palmarès deux étapes du Tour d'Italie, une du Tour de Suisse et du Tour de Romandie, ainsi que le Trofeo Masferrer. Au Tour d'Allemagne 1981, il remporte le classement de la montagne et en 1987 le GP Brissago.
Daniel Gisiger a pris part à un total de 40 courses de six jours, pour six victoires. Il a notamment remporté les Six Jours de Zurich à quatre reprises (1983, 1984 et 1986 avec Urs Freuler et 1988 avec Jörg Müller).
Après la fin de sa carrière, Gisiger a reconnu s'être dopé avec des stéroïdes anabolisants et de la cortisone au cours de sa carrière de coureur.

### Reconversion
Après avoir terminé sa carrière de cycliste, Gisiger, qui parle quatre langues couramment, a suivi une formation d'entraîneur en France et a travaillé en Nouvelle-Calédonie, lieu de naissance de son épouse, en tant qu'entraîneur au sein d'une association. Il a ensuite travaillé comme entraîneur au Centre mondial du cyclisme de l'Union cycliste internationale à Aigle en Suisse. Mais, en raison de désaccords entre Gisiger et ses supérieurs, il est licencié début 2006. À partir de 2007, il est entraîneur de l'équipe d'endurance sur piste suisse. Sous son égide, l'équipe de poursuite par équipes est devenue vice-championne d'Europe en 2015 et Stefan Küng est devenu champion du monde en poursuite individuelle, également en 2015.
Il prend sa retraite à l'issue de la saison 2021, après les Jeux olympiques de Tokyo et les championnats d'Europe organisés en Suisse,. Cependant, en janvier 2023, il annonce sortir de sa retraite à 68 ans pour devenir entraîneur national d'endurance au Japon.

## Palmarès sur route

### Palmarès amateur
- 1975
  - 2e du Championnat de Zurich amateurs
- 1976
  - 4e étape du Tour de l'Yonne
  - 2e de la Flèche d'or (avec Hans Känel)
- 1977
  - GP Brissago :
    - Classement général
    - 1re étape

  - 3eb et 5e étapes du Tour de Basse-Saxe
  - 2e du Championnat de Zurich amateurs
  - 2e du Ruban granitier breton
  - 2e du Tour du lac Léman

### Palmarès professionnel
| - 1978 - 2e étape du Tour de Romandie (contre-la-montre) - Grand Prix d'Isbergues - Classement général de l'Étoile des Espoirs - 2e du Grand Prix de Fourmies - 1979 - 3e du Circuit de l'Indre - 3e du Grand Prix de Lugano - 1980 - 2e du Circuit des Ardennes flamandes - Ichtegem - 2e du Tour du Kaistenberg - 2e du Grand Prix des Nations - 3e du Tour de Luxembourg - 3e du championnat de Suisse sur route - 3e du Trophée Baracchi (avec Josef Fuchs) - 1981 - 15e étape du Tour d'Italie - 9e étape du Tour de Suisse - Grand Prix de Gippingen - Trofeo Masferrer - Prologue du Tour de Catalogne - Grand Prix des Nations - Trophée Baracchi (avec Serge Demierre) - 1rec étape de l'Escalade de Montjuïc (avec Joop Zoetemelk) - 2e du championnat de Suisse de cyclisme sur route - 2e du Grand Prix de Lugano | - 1982 - Prologue du Tour de Catalogne - Trophée Baracchi (avec Roberto Visentini) - 2e du Grand Prix des Nations - 6e du Grand Prix de Zurich - 8e de Tirreno-Adriatico - 1983 - Prologue du Tour de Suisse - Grand Prix des Nations - Trophée Baracchi (avec Silvano Contini) - 3e du Grand Prix de Gippingen - 1984 - 3e du Trophée Baracchi (avec Urs Freuler) - 1985 - 17e étape du Tour d'Italie - Grand Prix Mendrisio - 1987 - GP Brissago - 3e du championnat de Suisse de cyclisme sur route - 1988 - 5e étape du GP Tell - 2e du Trophée Baracchi (avec Werner Stutz) |

### Résultats sur les grands tours

#### Tour de France
2 participations
- 1978 : 75e
- 1982 : abandon (17e étape)

#### Tour d'Italie
7 participations
- 1981 : 74e, vainqueur de la 15e étape
- 1982 : 61e
- 1983 : 74e
- 1984 : 84e
- 1985 : 66e, vainqueur de la 17e étape
- 1986 : 102e
- 1988 : 92e

## Palmarès sur piste
| - 1975 - Champion de Suisse de la course aux points - 1976 - Champion de Suisse de la course aux points - 1977 - Champion de Suisse de la course aux points - Championnat de Suisse de poursuite par équipes - 2e du championnat de Suisse de poursuite individuelle - 2e des Six jours de Zurich (avec René Pijnen) - Médaillé de bronze de la poursuite individuelle amateurs - Médaillé de bronze de la poursuite par équipes amateurs - 1980 - 3e des Six Jours de Nouméa (avec Patrick Moerlen) - 1982 - Six Jours de Nouméa (avec Diederik Foubert (ca)) - 1983 - Six Jours de Zurich (avec Urs Freuler) - Six Jours de Grenoble (avec Patrick Clerc) | - 1984 - Six Jours de Zurich (avec Urs Freuler) - 1985 - 2e des Six Jours de Zurich (avec Urs Freuler) - 1986 - Six Jours de Zurich (avec Urs Freuler) - 1987 - Champion de Suisse de la course aux points - 3e du championnat de Suisse de poursuite individuelle - 1988 - Six Jours de Zurich (avec Jörg Müller) - 3e du championnat de Suisse de la course aux points - 1989 - 2e des Six Jours de Zurich (avec Jörg Müller) |